# Палочкинське сільське поселення
Па́лочкинське сільське поселення (рос. Палочкинское сельское поселение) — сільське поселення у складі Верхньокетського району Томської області Росії.
Адміністративний центр — село Палочка.
Населення сільського поселення становить 260 осіб (2019; 374 у 2010, 470 у 2002).

## Склад
До складу сільського поселення входять:
| Населений пункт  | Населення, осіб (2002) | Населення, осіб (2010) |
| ---------------- | ---------------------- | ---------------------- |
| Палочка, село    | 417                    | 341                    |
| Рибинськ, селище | 29                     | 25                     |
| Тайне, присілок  | 24                     | 8                      |